# مجلس صحافة أونتاريو
مجلس صحافة أونتاريو هو هيئة تحكيم إعلامية تطوعية تحقق في الشكاوى حول الصحف في مقاطعة أونتاريو بكندا. وقد تم تأسيس المجلس في عام 1972 مع ديفيدسون دونتون رئيسها التأسيسي. وكان الرئيس السابق مباشرة هو روبرت جولدوين إلجي الذي شغل المنصب منذ عام 2006 حتى وفاته عام 2013.
وكانت 228 صحيفة تتراوح بين صحف يومية كبرى وصحف شهرية مجتمعية أعضاءً بالمجلس منذ بداية عام 2009. ومع ذلك، في يوليو 2011، سحبت شركة صن ميديا 27 من صحفها من مجلس صحافة أونتاريو معللة بمخاوف بشأن "الصحة السياسية"، تاركة المجلس بـ 10 صحف يومية فقط و191 صحيفة مجتمعية.

## وصلات خارجية
- Ontario Press Council